# Seafield
Seafield (également appelée Kleinemonde) est une petite station balnéaire située au bord de l'océan indien dans la province du Cap-Oriental en Afrique du Sud et gérée par la municipalité locale de Ndlambe dans le district de Sarah Baartman.

## Localisation
La localité de Seafield/Kleinemonde est située dans un estuaire à 19 km à l'est de Port Alfred. Elle est traversée par les rivières East et West Kleinemonde. 

## Démographie
Selon le recensement de 2011, le village central compte 296 habitants (93,24% de blancs, 5,07% de noirs et 1,35% de coloureds). 
L'anglais sud-africain est la langue maternelle principale de la population locale (78,04%) devant l'afrikaans  (12,16%).
Le quartier résidentiel fermé de Kleinemonde, situé à l'ouest du village, compte de nombreuses résidences secondaires pour 2 habitants permanents recensés  portant ainsi la population totale du village à 298 habitants. 